# Ubian do Sul
Ubian do Sul é um município de  terceira classe de renda municipal (d) na província Tawi-Tawi, nas Filipinas. De acordo com o censo de 1 de maio  de  2020 possui uma população de 29 583 pessoas e 5 382 domicílios.